# Junonia rosa
Junonia rosa är en fjärilsart som beskrevs av Whittaker och Don B. Stallings 1944. Junonia rosa ingår i släktet Junonia och familjen praktfjärilar. Inga underarter finns listade i Catalogue of Life.